# Viktoria Recklinghausen
Viktoria Recklinghausen (offiziell: Sportverein Viktoria Recklinghausen 09 e. V.) war ein Sportverein aus Recklinghausen. Die erste Fußballmannschaft spielte zwei Jahre in der damals erstklassigen Gauliga Westfalen.

## Geschichte
Der Verein wurde am 4. Juni 1909 als FC Auguste Viktoria Hüls gegründet. Im September 1909 wurde daraus der FC Auguste Viktoria Recklinghausen und schließlich am 5. November 1911 der FC Viktoria Recklinghausen. Anfangs war die Viktoria ein reiner Fußballverein. Als weitere Sportarten angeboten wurden, wurde aus dem FC Viktoria am 6. August 1913 der SV Viktoria. Im Jahre 1920 wurden die Recklinghäuser Vereine vom Bezirk Ruhr in den Bezirk Westfalen umgruppiert. Gleich in der ersten Saison wurde die Viktoria Vizemeister der Westgruppe hinter Preußen Münster. Ein Jahr später wurde die Mannschaft westfälischer Vizemeister hinter Arminia Bielefeld.
Im Jahre 1928 stieg die Viktoria ab. Als Vizemeister der Weststaffel musste die Mannschaft Entscheidungsspiele gegen den FV 06 Osnabrück austragen. Einem 2:2 im eigenen Stadion folgte eine 0:4-Niederlage in Osnabrück. Zwei Jahre später gelang der Wiederaufstieg. 1933 wurde die Viktoria als Tabellenvierter in die neu geschaffene Gauliga Westfalen aufgenommen. Nach einem siebten Platz in der Saison 1933/34 folgte ein Jahr später der Abstieg als siegloser Tabellenletzter. Bis zum Ende des Zweiten Weltkrieges spielte die Mannschaft unterklassig weiter.
Nach Kriegsende gelang 1948 der Aufstieg in die Bezirksklasse. 1953 schaffte die Viktoria den Klassenerhalt erst nach einem 3:2-Entscheidungsspielsieg über den FC Erkenschwick. Zwei Jahre später wurde die Mannschaft Vizemeister. Dem Meister Preußen Hochlarmark wurde wegen versuchter Bestechung der Aufstieg verweigert. Allerdings durfte die Viktoria nicht nachrücken. Schließlich stieg die Viktoria 1957 nach einem 5:0-Entscheidungsspielsieg über den Lokalrivalen SV Wacker in die seinerzeit viertklassige Landesliga Westfalen auf.
Zwei Jahre später stieg die Mannschaft wieder in die Bezirksklasse ab und wurde prompt in die Kreisklasse durchgereicht. Nach einer zwischenzeitlichen Rückkehr in die Bezirksklasse stieg die Mannschaft 1971 wieder ab. Gleichzeitig musste der Verein die Viktoria-Kampfbahn an der Dorstener Straße wegen des Baus des Knappschaftskrankenhauses aufgeben, welche jedoch noch bis in die frühen 1980er Jahre genutzt werden konnte. Daher fusionierte die Viktoria schließlich mit SuS 13 Recklinghausen zum SC Recklinghausen. 1977 wurde das Stadion Hohenhorst als Nachfolgestätte der Kampfbahn in Betrieb genommen.
Der SC wiederum fusionierte 1981 mit Eintracht Recklinghausen zum 1. FC Recklinghausen, der 1996 aus finanziellen Gründen aufgelöst wurde. Als Nachfolgeverein wurde der FC 96 Recklinghausen gegründet.